# Røverhullet
Koordinaten: 54° 27′ 0″ S, 3° 21′ 0″ O
Die Røverhullet (norwegisch für Räuberhöhle) ist ein unvereister Naturhafen an der Südwestküste der Bouvetinsel. Sie liegt auf halbem Weg zwischen dem Norvegiaodden und der Larsøya.
Die Norvegia unter Kapitän Harald Horntvedt (1879–1946) ankerte hier im Dezember 1927 im Zuge ihrer ersten von insgesamt vier vom norwegischen Walfangunternehmer Lars Christensen finanzierten Antarktisfahrten des Schiffs. Die Benennung soll suggerieren, dass sich hier nur Seeräuber zu Hause fühlen können.